# 嘉悉王
嘉悉王（가실왕，?—?），大伽倻（高灵伽倻）末期国王（在位时间不詳）。嘉悉王別名嘉實王、嘉寶王。
嘉悉王是伽倻諸国哪一国的国王，各种説法有争议。主要有金官伽倻、大伽倻、阿羅伽倻之王的说法嘉悉王製十二弦琴，以象十二月之律，命于勒製曲。加耶國亂，开国元年（551年），于勒操樂器投新罗眞興王，樂器改名伽倻琴。

## 注
1. ↑  一説即金官伽倻第7代吹希王（在位:421年 - 451年）。
2. ↑  《三國史記》卷04

| 前任： 異腦王 | 大伽倻國王 第7代王:551年之前 | 繼任： 道设智王 |